# Casey Affleck
Caleb Casey McGuire Affleck-Boldt (Falmouth, Massachusetts, 12. kolovoza 1975.) je američki filmski glumac i redatelj. 
Stariji brat mu je poznati glumac i redatelj Ben Affleck. Pažnju javnosti je 2007. skrenuo ulogom Roberta Forda u dokumentarnom western filmu Ubojstvo Jesseja Jamesa od kukavice Roberta Forda za koju je nominiran za Oscar za najboljeg sporednog glumca. Godine 2010. je imao zapaženi redateljski debi s pseudodokumentarnim filmom I'm Still Here gdje je glavnu ulogu tumačio njegov šogor Joaquin Phoenix.
Casey Affleck je od 2006. u braku s Joaquinovom sestrom Summer, s kojom ima dvoje djece.

## Vanjske poveznice
- Casey Affleck u internetskoj bazi filmova IMDb-u (engl.)